# Förbundsrådet (Österrike)
Förbundsrådet (tyska: Bundesrat) är en av det österrikiska parlamentets två kamrar. Förbundsrådet representerar de nio förbundsländerna i parlamentet och ska tillvarata förbundsländernas intressen på federal nivå. För detta ändamål medverkar förbundsrådet i lagstiftningsprocessen och kontrollerar förbundsregeringens verksamhet. I praktiken är förbundsrådets inflytande begränsat då nationalrådet i de flesta fall kan överrösta förbundsrådet.
Förbundsrådet har 61 ledamöter som väljs av de nio lantdagarna, det vill säga parlamenten i förbundsländerna, för samma mandatperiod som gäller för respektive lantdag. Antalet ledamöter som varje förbundsland har avspeglar förbundslandets befolkningsstorlek. Ledamöterna har rätt att bilda grupper i förbundsrådet efter politisk tillhörighet.

## Val
Förbundsrådet väljs inte direkt, utan de nio förbundsländernas lantdagar väljer representanter i relation till den egna politiska sammansättningen. Förbundsländernas antal representanter i förbundsrådet är beroende av sin folkmängd. Förbundslandet med flest invånare har tolv mandat i förbundsrådet och åtminstone tre mandat har förbundslandet med minst invånare. Förbundsrådet har inte någon gemensam mandatperiod utan kammaren förnyas kontinuerligt. Efter ett allmänt val till en lantdag väljer den nya lantdagen förbundslandets representanter i förbundsrådet. Förnyelsen sker kontinuerligt eftersom lantdagarnas mandatperioder inte sammanfaller.

## Organisation

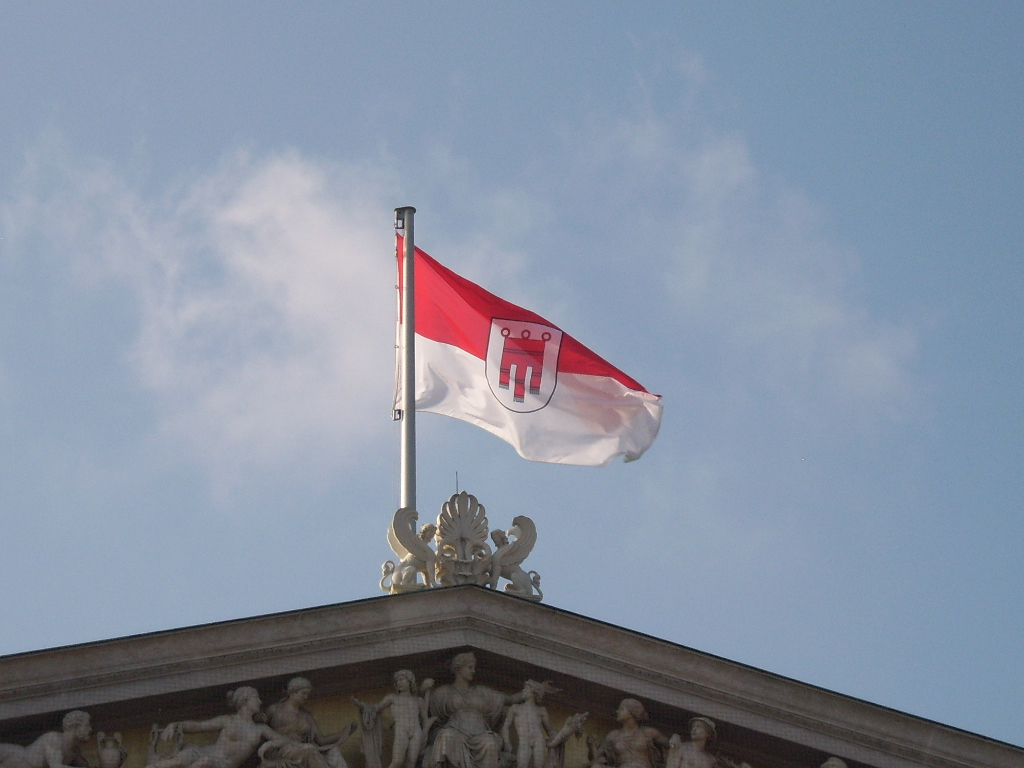
Vorarlbergs flagga på parlamentsbyggnadens tak i Wien, med anledning av Vorarlbergs ordförandeskap i förbundsrådet under andra halvåret 2008

Ordförandeskapet i förbundsrådet roterar mellan förbundsländerna varje halvår efter förbundsländernas alfabetiska turordning. Ledamoten av förbundsrådet som var rankad på första platsen på nomineringslistan av det förbundsland som utövar ordförandeskapet blir förbundsrådets talman (tyska: Präsident des Bundesrates). Bland sig själv väljer förbundsrådet två vice talmän, minst två sekreterare och två ordningsvakter. Dessa tillsammans med talmannen bildar förbundsrådets presidium (tyska: Präsidium des Bundesrates).
Talmannen representerar förbundsrådet utåt, sammankallar det till sammanträden och leder i praktiken sammanträdena växelvis med vice talmännen. Sammanträdesordningen och dess efterlevnad handhas också av talmannen. Talmannen och vice talmännen bildar tillsammans med ordförandena av de politiska grupperna talmanskonferensen (tyska: Präsidialkonferenz des Bundesrates). Konferensen är ett rådgivande organ som ska bistå talmannen och samordna möten i plenum och förbundsrådets utskott.
För att förbundsrådet ska kunna genomföra sitt arbete effektivt är det uppdelat i utskott, som vart och ett ansvarar för beredningen av ärenden inom sitt ansvarsområde. På så sätt säkerställs att alla ärenden bereds av ledamöter enligt deras kunskaper. Det slutgiltiga beslutet kring ett ärende fattas i förbundsrådets plenum. Beslutsfattningen sker mest i enlighet med resultatet av beredningsarbetet i utskottet eftersom varje utskotts sammansättning avspeglar förbundsrådets politiska sammansättning.

## Uppgifter
Förbundsrådet ska tillvarata förbundsländernas intressen på federal nivå. För detta ändamål har förbundsrådet i stort sett två uppgiftsområden, medverkan i lagstiftningsprocessen och politisk kontroll av förbundsregeringen. Dessutom har förbundsrådet inom EU-frågor rätt att få information, rätt att yttra sig och deltar i subsidiaritetsprövningsförfarandet.

### Medverkan i lagstiftningsprocessen
Förbundsrådet lagstiftar gemensamt med nationalrådet. Efter att nationalrådet har beslutat om ett lagförslag överlämnas det omedelbart till förbundsrådet. Beroende på lagförslagets tillämpningsområde har förbundsrådet antingen en suspensiv vetorätt, en absolut vetorätt eller ingen vetorätt alls. Mot de flesta lagstiftningsbeslut från nationalrådet har förbundsrådet möjlighet att framställa en motiverad invändning. Det innebär att lagstiftningsbeslut måste tas upp på nytt i nationalrådet, men det kan upphäva förbundsrådets invändning genom ett vidmakthållande beslut. Således förfogar förbundsrådet i de flesta fall enbart över en suspensiv vetorätt, det vill säga förbundsrådet kan bara temporärt blockera att ett lagförslag antas. Förbundsrådet har en absolut vetorätt angående lagstiftningsbeslut som skulle inskränka förbundsländernas kompetenser, lagliga bestämmelser som beträffar förbundsrådets egna rättigheter samt avtal som reglerar förbundsländernas autonoma intressesfärer. I vissa lagstiftningsbeslut av nationalrådet, framför allt sådana som rör finanser på federal nivå, saknar förbundsrådet vetorätt.
Utöver vetorätten i lagstiftningsbeslut kan förbundsrådet även själv väcka lagförslag. I detta fall krävs det att minst en tredjedel av förbundsrådets ledamöter lägger fram ett lagförslag för nationalrådet. Lagförslaget går sedan igenom hela lagstiftningsprocessen.

### Politisk kontroll av förbundsregeringen
Förbundsrådet förfogar över kontrollinstrument för att kontrollera förbundsregeringens verksamhet, men har i motsats till nationalrådet inga sanktionsmöjligheter. I likhet med nationalrådet har förbundsrådet rätt att granska förbundsregeringens verksamhet, utfråga dess medlemmar om alla ärenden av förvaltningen och kräva all relevant information (så kallad interpellationsrätt). Detta innefattar även företag som till största delen ägs av staten. Därutöver har förbundsrådet liksom nationalrådet rätt att uttrycka önskningar över hur förbundsregeringens verksamhet borde bedrivas (så kallad resolutionsrätt). Detta görs genom antagandet av resolutioner. Resolutioner som kontrollinstrument kan syfta på att förbundsregeringen ska genomföra utvärderingar i vissa förvaltningsområden, till exempel genom att lägga fram en studie för förbundsrådet. Dessutom kan genom resolutioner förbundsregeringen uppmanas att vidta vissa politiska åtgärder som inte kan regleras genom lagar, till exempel att förbundsregeringen ska öka medvetenheten i samhället i områden såsom folkhälsa eller miljöskydd. Genom resolutioner kan också krävas att förbundsregeringen ska engagera sig inom ett visst område, till exempel våld mot kvinnor eller barn, både på nationell och internationell nivå. Slutligen uppmanar resolutioner mycket ofta förbundsregeringen att lägga fram ett lagförslag för att lösa ett särskilt problem.

## Sammansättning
Ledamöter som nominerats av sitt parti och sedan valts av lantdagen har rätt att bilda en politisk grupp (tyska: Fraktion) i förbundsrådet. En grupp måste bestå av minst fem ledamöter. Ett mindre antal ledamöter kan dock bilda en grupp om förbundsrådet tillstyrker det.
För närvarande är det Österrikiska folkpartiet (ÖVP), Socialdemokraterna (SPÖ) samt Frihetspartiet (FPÖ) som uppfyller det lagstadgade minimikravet om minst fem ledamöter och som också bildar gruppar.

### Sammansättning efter förbundsland och politisk grupp
per 9 juli 2018
| Förbundsland     | Mandat | ÖVP | SPÖ | FPÖ | grupplösa |
| ---------------- | ------ | --- | --- | --- | --------- |
| Burgenland       | 3      | 1   | 2   | –   | –         |
| Kärnten          | 4      | –   | 3   | 1   | –         |
| Niederösterreich | 12     | 7   | 3   | 2   | –         |
| Oberösterreich   | 10     | 4   | 2   | 3   | 1(1)      |
| Salzburg         | 4      | 2   | 1   | 1   | –         |
| Steiermark       | 9      | 3   | 3   | 3   | –         |
| Tyrolen          | 5      | 3   | 1   | 1   | –         |
| Vorarlberg       | 3      | 2   | –   | 1   | –         |
| Wien             | 11     | –   | 6   | 4   | 1(1)      |
| Totalt           | 61     | 22  | 21  | 16  | 2         |

(1) tillhör GRÜNE 

## Förslag till reform
Förbundsrådets blygsamma roll i lagstiftningsprocessen tillsammans med dess begränsade kontrollmöjligheter av förbundsregeringens verksamhet har lett till att hela dess existens är numera ifrågasatt. Under de senaste årtiondena har det förts diskussioner om en reform av förbundsrådet. Bland förslagen finns allt från dess avskaffande till utökning av dess befogenheter. Ett avskaffande skulle dock kräva en beslutande folkomröstning eftersom det utgjorde en grundläggande författningsändring i att det strider mot den federala principen.
I januari 2014 återupptogs diskussionen av den dåvarande talmannen i nationalrådet, Barbara Prammer (SPÖ). Hon förespråkade ett avskaffande av förbundsrådet och samtidigt skulle dess nuvarande befogenheter överföras till lantdagarna. Enligt Prammers förslag skulle lantdagarna medverka i lagstiftningsprocessen av nationalrådet och kunna lägga in sitt veto mot lagförslag. Om då en viss kvot av veto-röster uppnås skulle lagförslaget behövas tas upp på nytt i nationalrådet. Prammers förslag möttes dock av kritik. Bland annat pläderade förbundslandschefer från Burgenland, Hans Niessel (SPÖ), och från Wien, Michael Häupel (SPÖ), för att styrka förbundsrådets befogenheter för att det bättre ska kunna uppfylla sin roll som väktare av subsidiaritetsprincipen i Österrike. Även företrädare från Österrikiska folkpartiet (ÖVP) och Frihetspartiet (FPÖ) var skeptiska mot Prammers förslag men höll med om att förbundsrådet behöver reformeras. De gröna (GRÜNE) var positiva till att överföra förbundsrådets befogenheter till lantdagarna. NEOS hävade att allt annat än den nuvarande situationen skulle vara bättre. Team Stronach (TS) välkomnade Prammers förslaget om ett avskaffandet och hänvisade till att förbundsrådet kostar mycket skattepengar men att dess medverkan i lagstiftningsprocessen är begränsad.
En opinionsmätning i januari 2014 visade att 54 procent av österrikarna tycker att förbundsrådet är överflödigt och borde avskaffas och endast 14 procent vill behålla det.